# 大维日诺
大维日诺（[ˈvjɛʐnɔ ˈvjɛlkʲɛ]）是波兰北部瓦爾米亞-馬祖里省布拉涅沃縣弗龙堡乡的一个村镇。